# Orthetrum julia
Orthetrum julia é uma espécie de libelinha da família Libellulidae.
Pode ser encontrada nos seguintes países: África do Sul, Angola, Benim, Burkina Faso, Camarões, República Centro-Africana, República do Congo, República Democrática do Congo, Costa do Marfim, Guiné Equatorial, Etiópia, Gabão, Gâmbia, Gana, Guiné, Libéria, Malawi, Moçambique, Namíbia, Nigéria, Quénia, São Tomé e Príncipe, Senegal, Serra Leoa, Sudão, Tanzânia, Togo, Uganda, Zâmbia, Zimbabwe, possivelmente Burundi e possivelmente em Madagáscar.
Os seus habitats naturais são: florestas subtropicais ou tropicais húmidas de baixa altitude, rios e nascentes de água doce.